# Pułk Ułanów Obrony Krajowej Nr 6
Pułk Ułanów Obrony Krajowej Nr 6 (LUR. Nr. 6) – pułk kawalerii cesarsko–królewskiej Obrony Krajowej.

## Historia pułku
W 1883 roku w czeskim mieście Klatovy (niem. Klattau) rozpoczęto organizację Pułku Dragonów Obrony Krajowej Nr 3 (niem. Landwehr-Dragoner-Regiment Nr. 3). W następnym roku miejsce formowania pułku przeniesiono do Pilzna (niem. Pilsen), a w 1885 roku kadrę pułku przeniesiono do Wels na terytorium 14 Korpusu. Na stanowisko komendanta Kadry pułku wyznaczony został rotmistrz 1. klasy Paul Schmitzhausen (od 1 listopada 1888 roku major). W 1892 roku na stanowisko komendanta Kadry wyznaczony został płk Josef Castiglione, dotychczasowy komendant Kadry Pułku Ułanów Obrony Krajowej Nr 3 w Samborze.
W 1894 roku Kadra Pułku Dragonów Obrony Krajowej Nr 3 została rozwinięta w Pułk Ułanów Obrony Krajowej Nr 6.
Od 1894 roku komenda pułku, 1. i 2. dywizjon oraz kadra zapasowa stacjonowała w Wels.
W 1894 roku pułk został podporządkowany inspektorowi kawalerii Obrony Kraju, a następnie został włączony w skład 1 Brygady Kawalerii Obrony Krajowej.
W 1917 roku oddział został przemianowany na Pułk Strzelców Konnych Nr 6 (niem. Reitendes Schützenregiment Nr. 6).

## Kadra pułku
Komendanci pułku
- płk Josef Castiglione (1894[6] – 1896)
- płk Josef Laube (1896[10] – 1901 → generał przydzielony inspektorowi kawalerii Obrony Krajowej[11])
- płk Stanislau Daněk (1901[12] – 1902 → stan spoczynku)
- płk Karl Schudawa (1902 – 1909 → komendant 2 Brygady Kawalerii Obrony Krajowej)
- płk Moritz von Flick (1909 – 1912 → komendant 1 Brygady Kawalerii Obrony Krajowej)
- płk Ferdinand von Habermann (1912[7] – 1916 → komendant 89 Brygady Piechoty Obrony Krajowej)
- płk Josef Bichlbauer von Bühlhof (1916 – 1918)

Oficerowie
- mjr / ppłk Juliusz Iskierski – komendant 1. dywizjonu (1894[6] – 1899)
- rtm. Zygmunt Bartmański

Podoficerowie i szeregowcy
- Józef Joachim Grzyb